# Замок Бланделл
Замок Бланделл (англ. Blundell Castle, ірл. Caisleán na Eadon Doire) — замок Еадон Дойре — один із замків Ірландії, розташований в графстві Оффалі, біля міста Едендеррі. Нині замок стоїть в руїнах.

## Історія замку Бланделл

### Феодали де Бермінгем
Замок Бланделл розташований на вершині пагорба біля міста Едендеррі. Територія навколо міста Едендеррі рясніє замками. Більшість з них були побудовані після англо-норманського завоювання Ірландії в 1171 році. Це замки Каррік, Кіннефад, Баллілікін, Браках. З башт замку Бланделл колись відкривався вид на місто Едендеррі. Ірландська назва замку перекладається як «замок на вершині пагорба дубів». Замок був свідком війн феодалів де Бермінгем та ірландського клану О'Коннор. Замок побудований в XV столітті феодалами де Бермінгем. До феодалів де Бермінгем, до англо-норманського завоювання Ірландії цими землями володів клан Ві Файлхе, що залежав від клану О'Коннор. Англо-норманські феодали колонізували ці землі і виганяли ірландців з їх споконвічних земель. У відповідь ірландські клани вели проти них війну. Основною резиденцією феодалів де Бермінгем був замок Карбер, що знаходиться у межах прямої видимості від замку Бланделл. Не виключено, що на місці замку Бланделл було більш давнє укріплення. Про ці землі згадується в літописах, що в 1305 році на Троцьку неділю Пірс де Бермінгем — «підступний барон» вби 28 людей з клану О'Коннор. Вони були запрошені на свято, але їх оточили і вбили. Є записи, що датуються 1427 роком. У цьому році Джон де Грей — лорд намісник Ірландії напав на замок Едендеррі. Замок був зруйнований. Можливо мова йде саме про замок Бланделл. У XV столітті влада феодалів де Бермінгем фактично в цих краях закінчилась. Територію контролював клан О'Коннор.

### Клан О'Коннор Фалі
Основною резиденцією клану О'Коннор Фалі був замок Кроган, що стояв в межах прямої видимості від замку Бланделл. Клан О'Коннор використовував замок Бланделл під час війни з англійською владою, розбивши кілька разів англійське військо, в тому числі під Гісхілл в 1406 році та під Лукан в 1414 році. Також клан О'Коннор Фалі розбив Томаса — графа Десмонд і захопив його в полон. У XV—XVI століттях клан О'Коннор Філі міцнів, контролював все більші і більші території і не визнавав ніякої іншої влади крім власних вождів. Але потім влада клану О'Коннор занепала. Причиною цього були чвари всередині клану. Багато людей клану були незадоволені діями вождів. У чварах всередині клану брали участь і люди, що жили в замку Бланделл. У 1511 році вождь клану Кагер О'Коннор Фалі був вбитий людьми свого ж клану — братами Тайге та Джоном Балахом О'Коннор з Монастероріс. Чварами всередині клану О'Коннор скористалась Англія. У 1521 році граф Сассекс писав, що землі Ві Вайлхе або Техмой є сильними ірландськими володіннями, але вже через кілька років ці землі були завойовані Англією.

### Лорди Коллі
У XVI столітті замком заволоділа родина Коллі — десь в 1556 році, після підкорення цих земель Ангнлією. У 1550 році про ці землі пише землемір Вальтер Коллі і згадує цей замок як замок Еадандірі. Дослідники Ендрюс та Лоебер посилаються на карту, складену 1550 року це замок Бланделл був позначений. Місто Едендеррі стало називатися Коллітаун або Кулістаун. Судячи по всьому Генрі Коллі перебудував замок десь в 1560 році. Судячи по всьому в ті часи замком деякий час володів Ніколас Герберт, що діяв від імені уряду Англії в 1658 році. Можливо він був не володарем, а каштеляном замку. Замок успадкував Джордж Коллі в 1581 році. Він активно діяв в інтересах Англії і встановлював на цих землях англійську владу та закони. Коли почалася Дев'ятирічна війна в Ірландії, Джордж Коллі змушений був з цих земель відігнати худобу, щоб вона не дісталася в руки ірландським кланам. Сер Джордж Коллі володів замком Бланделл і захищав його, коли на замок напав клан О'Ніл в 1599 році під час так званої Дев'ятирічної війни в Ірландії. Замок вистояв і витримав облогу. Родина Коллі володіла замком до 1650 року. У цьому році Джордж Бланделл одружився з Сарою Коллі і отримав замок як придане. З того часу цей замок став називатися замком Бланделл. У той час в Ірландії вирувало повстання за незалежність Ірландії, що спалахнуло 1641 року. Але немає ніяких даних про якісь бойові дії навколо замку Бланделл, в той час як багато територій Ірландії були зруйновані війною.

### Лорди Бланделли
У 1674 році замок Бланделл був конфіскований державою після того як три сини Сари та Джорджа Бланделл — Френсіс, Вільям та Вінворд були звинувачені у вбивстві католика Томаса Престона — сина лорда Тари. Але згодом король Англії Карл ІІ їх виправдав. Під час так званих вільямітських (якобітських) війн кінця XVII століття в 1691 році армія короля-католика Джеймса (Якова) ІІ напала на замок. Замок був досить сильно зруйнований. Самі Бланделли приєдналися до вільямітів і воювали на їх стороні. Вони зруйнували замок Баллібріттан, потім зруйнували місто Едендеррі 13 лютого 1691 року і воювали з військом католиків, яке очолював клан О'Коннор. Замок Бланделл був закинутий і перетворювався на руїни. Сара Бланделл померла 1701 року і була похована десь у цих землях. Френсіс Бландел помер 1707 року.
Є легенда, що привид Сари Бланделл — леді Бланделл, володарки замку бачили кілька разів на руїнах замку. Є легенда про те, що від замку Бланделл веде довгий тунель аж до замку Карбер, що стоїть в 5 милях від замку Бланделл. Не виключено, що тунель справді існує і використовувався під час нескінченних війн в Ірландії. У ХІХ столітті замком володів лорд Дауншир. Розповідають, що замок був місцем трагедії: у цьому замку лорд застав свою дружину з коханцем і вбив її.
Замок Бланделл згадується у давніх піснях і віршах. Зокрема в поемі «Дермот та граф Моріс Реган» про Дермота Мак Мурроу.
У ХІХ столітті замок розбирали на будівельні матеріали місцеві жителі. Нині замок продовжує руйнуватися і ця пам'ятка історії може зникнути остаточно.